# Lista de edifícios religiosos em Portugal classificados como Monumento Nacional
Esta é uma lista de edifícios religiosos em Portugal classificados como Monumento Nacional, lista não exaustiva de basílicas, capelas, catedrais, conventos, ermidas, igrejas, mosteiros, santuários, sés e sinagogas que em Portugal estão classificados oficialmente como Monumento Nacional, mas tão só dos que como tal se encontram registados e classificados na Wikidata. De referir que a Mesquita Central de Lisboa não se encontra ainda classificada oficialmente em termos de património arquitetónico.
Os monumentos estão ordenados pela sua designação. Na primeira coluna, a designação do monumento em itálico significa que não existe artigo na Wikipédia sobre esse monumento, existindo apenas a ficha (elemento/item/objecto) Wikidata.
No âmbito da Direção-Geral do Património Cultural do estado português, e para além da base de dados que transitou do IGESPAR, existe a base de dados SIPA onde estão registados os imóveis que em Portugal foram  objecto de classificação. Na última coluna desta lista está inserida a hiperligação para a ficha SIPA do respectivo monumento.
| Designação | Imagem | Localização                                                               | data de fundação ou criação | Coordenadas Geográficas      | SIPA      |
| --- | ------ | ------------------------------------------------------------------------- | --------------------------- | ---------------------------- | --------- |
| Anta de Pavia |        | Pavia                                                                     |                             | 38° 53′ 39″ N, 8° 01′ 02″ O  | 2726      |
| Anta de São Brissos |        | Santiago do Escoural                                                      |                             | 38° 31′ 29″ N, 8° 07′ 46″ O  | 1241      |
| Arco da Vila |        | Faro (Sé e São Pedro)                                                     |                             | 37° 00′ 53″ N, 7° 56′ 05″ O  | 2811      |
| Basílica Real de Castro Verde |        | Castro Verde e Casével                                                    | 1573 1735                   | 37° 41′ 52″ N, 8° 04′ 54″ O  | 747       |
| Basílica da Estrela |        | Estrela                                                                   | 1790                        | 38° 42′ 48″ N, 9° 09′ 38″ O  | 10613     |
| Basílica de Santo Cristo do Outeiro |        | Outeiro                                                                   | 1739                        | 41° 41′ 01″ N, 6° 36′ 02″ O  | 694       |
| Capela da Senhora da Guia e respectivo adro (abrangido pela classificação do Castro de Nossa Senhora da Guia)                                                                                        |        | São Pedro do Sul, Várzea e Baiões                                         |                             | 40° 45′ 35″ N, 8° 06′ 04″ O  |           |
| Capela da Vista Alegre |        | São Salvador                                                              |                             | 40° 35′ 20″ N, 8° 41′ 03″ O  | 653       |
| Capela de D. Fradique de Portugal |        | Estremoz (Santa Maria e Santo André)                                      |                             | 38° 50′ 38″ N, 7° 35′ 12″ O  | 3833      |
| Capela de Nossa Senhora da Conceição |        | Braga (São José de São Lázaro e São João do Souto)                        |                             | 41° 33′ 00″ N, 8° 25′ 29″ O  | 770       |
| Capela de Nossa Senhora da Orada |        | Vila e Roussas                                                            |                             | 42° 07′ 12″ N, 8° 15′ 08″ O  | 3498      |
| Capela de Nossa Senhora das Salvas |        | Sines                                                                     | século XV                   | 37° 57′ 10″ N, 8° 52′ 28″ O  | 2137      |
| Capela de Nossa Senhora de Guadalupe |        | Vila do Bispo e Raposeira                                                 |                             | 37° 05′ 01″ N, 8° 51′ 53″ O  | 1290      |
| Capela de Nossa Senhora do Desterro |        | Alcobaça e Vestiaria                                                      |                             | 39° 32′ 50″ N, 8° 58′ 45″ O  | 1816      |
| Capela de Nossa Senhora do Espinheiro |        | Canaviais                                                                 |                             | 38° 36′ 05″ N, 7° 53′ 17″ O  | 3942      |
| Capela de Nossa Senhora do Monte |        | União de Freguesias da cidade de Santarém                                 |                             | 39° 14′ 23″ N, 8° 41′ 23″ O  | 3350      |
| Capela de Nossa Senhora dos Mártires |        | Estremoz (Santa Maria e Santo André)                                      |                             | 38° 49′ 49″ N, 7° 34′ 53″ O  | 1240      |
| Capela de Santa Iria |        | Tomar (São João Baptista) e Santa Maria dos Olivais                       |                             | 39° 36′ 16″ N, 8° 24′ 37″ O  | 3997      |
| Capela de Santo Amaro (Alcântara) |        | Alcântara                                                                 |                             | 38° 42′ 08″ N, 9° 10′ 56″ O  | 6224      |
| Capela de São Brás |        | Vila Real                                                                 |                             | 41° 17′ 30″ N, 7° 44′ 48″ O  | 5825      |
| Capela de São Frutuoso |        | Real, Dume e Semelhe Braga                                                |                             | 41° 33′ 37″ N, 8° 26′ 19″ O  | 1903      |
| Capela de São Jerónimo |        | Belém                                                                     |                             | 38° 42′ 05″ N, 9° 12′ 49″ O  | 4064      |
| Capela de São Jorge (Aljubarrota) |        | Calvaria de Cima                                                          |                             | 39° 38′ 16″ N, 8° 50′ 43″ O  | 2172      |
| Capela de São Lourenço e Padrão de D. João I |        | Tomar (São João Baptista) e Santa Maria dos Olivais                       |                             | 39° 35′ 32″ N, 8° 24′ 20″ O  | 2029 1965 |
| Capela de São Pedro |        | Leiria, Pousos, Barreira e Cortes                                         |                             | 39° 44′ 50″ N, 8° 48′ 26″ O  | 1775      |
| Capela de São Pedro (Seia) |        | Seia, São Romão e Lapa dos Dinheiros                                      |                             | 40° 25′ 11″ N, 7° 42′ 04″ O  | 3092      |
| Capela de São Pedro de Balsemão |        | Lamego (Almacave e Sé)                                                    |                             | 41° 06′ 25″ N, 7° 46′ 59″ O  | 3732      |
| Capela de São Torcato |        | São Torcato                                                               |                             | 41° 29′ 02″ N, 8° 15′ 31″ O  | 760       |
| Capela de Varziela |        | Cantanhede e Pocariça                                                     |                             | 40° 22′ 11″ N, 8° 37′ 39″ O  | 2715      |
| Capela do Anjo da Guarda (Ponte de Lima) |        | Arca e Ponte de Lima                                                      |                             | 41° 46′ 12″ N, 8° 35′ 15″ O  | 2239      |
| Capela do Cruzeiro |        | Viana do Alentejo                                                         |                             | 38° 20′ 26″ N, 7° 59′ 10″ O  | 2739      |
| Capela do Paço da Bemposta |        | Arroios                                                                   |                             | 38° 43′ 23″ N, 9° 08′ 19″ O  | 2443      |
| Capela dos Alfaiates |        | Cedofeita, Santo Ildefonso, Sé, Miragaia, São Nicolau e Vitória           |                             | 41° 08′ 36″ N, 8° 36′ 27″ O  | 5528      |
| Capela dos Castros |        | São Domingos de Benfica                                                   |                             | 38° 44′ 30″ N, 9° 10′ 51″ O  |           |
| Capela dos Ferreiros, anexa à igreja matriz de Oliveira do Hospital, com todo o seu recheio, túmulos e retábulos                                                                                     |        | Oliveira do Hospital e São Paio de Gramaços                               |                             | 40° 21′ 34″ N, 7° 51′ 43″ O  | 995       |
| Capela dos Ossos |        | Évora                                                                     |                             | 38° 34′ 08″ N, 7° 54′ 30″ O  |           |
| Convento da Cartuxa |        | Bacelo e Senhora da Saúde Malagueira e Horta das Figueiras                |                             | 38° 34′ 52″ N, 7° 55′ 11″ O  | 6503      |
| Convento da Graça |        | São Vicente                                                               |                             | 38° 43′ 01″ N, 9° 07′ 51″ O  | 5881      |
| Convento de Cristo |        | Tomar (São João Baptista) e Santa Maria dos Olivais                       |                             | 39° 36′ 13″ N, 8° 25′ 09″ O  | 4718      |
| Convento de Santa Clara |        | São Pedro                                                                 | 1495                        | 32° 39′ 02″ N, 16° 54′ 47″ O | 5013      |
| Convento do Menino Deus |        | Santa Maria Maior                                                         | 1711                        | 38° 42′ 49″ N, 9° 07′ 52″ O  | 4801      |
| Convento dos Grilos |        | Cedofeita, Santo Ildefonso, Sé, Miragaia, São Nicolau e Vitória           |                             | 41° 08′ 31″ N, 8° 36′ 45″ O  | 5476      |
| Convento e Igreja de Santiago de Palmela |        | Palmela                                                                   |                             | 38° 33′ 56″ N, 8° 54′ 04″ O  | 2157      |
| Dólmen da Capela de Nossa Senhora do Monte |        | Penela da Beira                                                           |                             | 41° 01′ 24″ N, 7° 26′ 30″ O  | 3691      |
| Edifício e igreja da Misericórdia de Santarém |        | União de Freguesias da cidade de Santarém                                 |                             | 39° 14′ 06″ N, 8° 40′ 58″ O  | 9399      |
| Ermida de Nossa Senhora da Conceição (Tomar) |        | Tomar (São João Baptista) e Santa Maria dos Olivais                       |                             | 39° 36′ 21″ N, 8° 25′ 01″ O  | 3354      |
| Ermida de Nossa Senhora do Ameal |        | Santa Maria, São Pedro e Matacães                                         |                             | 39° 05′ 55″ N, 9° 15′ 39″ O  | 3178      |
| Fachada da Igreja Velha de Santa Maria de Canas de Sabugosa |        | Canas de Santa Maria                                                      |                             | 40° 33′ 09″ N, 8° 01′ 53″ O  | 3693      |
| Igreja Matriz da Golegã |        | Golegã                                                                    |                             | 39° 24′ 06″ N, 8° 29′ 12″ O  | 2226      |
| Igreja Matriz de Armamar |        | Armamar                                                                   |                             | 41° 06′ 34″ N, 7° 41′ 34″ O  | 4286      |
| Igreja Matriz de Barcelos |        | Barcelos, Vila Boa e Vila Frescainha (São Martinho e São Pedro)           |                             | 41° 31′ 43″ N, 8° 37′ 19″ O  | 5245      |
| Igreja Matriz de Caminha |        | Caminha (Matriz) e Vilarelho                                              |                             | 41° 52′ 41″ N, 8° 50′ 20″ O  | 4101      |
| Igreja Matriz de Estômbar |        | Estômbar e Parchal                                                        |                             | 37° 08′ 47″ N, 8° 29′ 14″ O  | 2905      |
| Igreja Matriz de Freixo de Espada à Cinta |        | Freixo de Espada à Cinta e Mazouco                                        |                             | 41° 05′ 32″ N, 6° 48′ 18″ O  | 1070      |
| Igreja Matriz de Góis |        | Góis                                                                      |                             | 40° 09′ 12″ N, 8° 06′ 38″ O  | 2800      |
| Igreja Matriz de Nossa Senhora da Assunção de Arronches |        | Assunção                                                                  |                             | 39° 07′ 19″ N, 7° 17′ 05″ O  | 6570      |
| Igreja Matriz de Pavia |        | Pavia                                                                     |                             | 38° 53′ 49″ N, 8° 00′ 58″ O  | 1168      |
| Igreja Matriz de Santa Marinha de Trevões |        | Trevões e Espinhosa                                                       |                             | 41° 04′ 44″ N, 7° 26′ 08″ O  | 3716      |
| Igreja Matriz de São Martinho de Candoso |        | São Martinho de Candoso                                                   |                             | 41° 25′ 34″ N, 8° 20′ 07″ O  | 1926      |
| Igreja Matriz de Viana do Alentejo |        | Viana do Alentejo                                                         |                             | 38° 19′ 55″ N, 8° 00′ 06″ O  | 1190      |
| Igreja Matriz de Vila do Conde |        | Vila do Conde                                                             |                             | 41° 21′ 14″ N, 8° 44′ 33″ O  | 5249      |
| Igreja Paroquial de Santiago |        | Nossa Senhora da Vila, Nossa Senhora do Bispo e Silveiras                 |                             | 38° 38′ 33″ N, 8° 12′ 53″ O  | 20432     |
| Igreja da Atalaia |        | Atalaia                                                                   |                             | 39° 28′ 58″ N, 8° 27′ 01″ O  | 1966      |
| Igreja da Conceição Velha |        | Santa Maria Maior                                                         |                             | 38° 42′ 32″ N, 9° 08′ 03″ O  | 6470      |
| Igreja da Exaltação de Santa Cruz |        | Batalha                                                                   |                             | 39° 39′ 28″ N, 8° 49′ 26″ O  | 4060      |
| Igreja da Graça |        | Évora (São Mamede, Sé, São Pedro e Santo Antão)                           |                             | 38° 34′ 10″ N, 7° 54′ 26″ O  | 5852      |
| Igreja da Graça |        | Coimbra (Sé Nova, Santa Cruz, Almedina e São Bartolomeu)                  |                             | 40° 12′ 48″ N, 8° 25′ 50″ O  | 2714      |
| Igreja da Graça (Santarém) |        | União de Freguesias da cidade de Santarém                                 |                             | 39° 14′ 05″ N, 8° 40′ 49″ O  | 6540      |
| Igreja da Madalena |        | Santa Maria Maior                                                         |                             | 38° 42′ 37″ N, 9° 08′ 06″ O  | 3034      |
| Igreja da Madre de Deus |        | Penha de França                                                           | 1509                        | 38° 43′ 29″ N, 9° 06′ 51″ O  | 2547      |
| Igreja da Memória |        | Ajuda                                                                     | 1788                        | 38° 42′ 11″ N, 9° 12′ 07″ O  | 2185      |
| Igreja da Misericórdia de Beja |        | Beja (Santiago Maior e São João Baptista)                                 |                             | 38° 00′ 57″ N, 7° 51′ 56″ O  | 924       |
| Igreja da Penha Longa |        | Sintra (Santa Maria e São Miguel, São Martinho e São Pedro de Penaferrim) | século XVI                  | 38° 45′ 46″ N, 9° 23′ 52″ O  | 3054      |
| Igreja da Póvoa de Santo Adrião |        | Póvoa de Santo Adrião e Olival Basto                                      |                             | 38° 48′ 01″ N, 9° 09′ 35″ O  | 2199      |
| Igreja da Serra do Pilar |        | Santa Marinha e São Pedro da Afurada                                      |                             | 41° 08′ 18″ N, 8° 36′ 29″ O  | 5358      |
| Igreja da Trofa |        | Trofa, Segadães e Lamas do Vouga                                          |                             | 40° 36′ 39″ N, 8° 28′ 43″ O  | 1042      |
| Igreja de Barcos |        | Barcos e Santa Leocádia                                                   |                             | 41° 07′ 21″ N, 7° 36′ 04″ O  | 2480      |
| Igreja de Bravães |        | Bravães                                                                   |                             | 41° 47′ 52″ N, 8° 27′ 11″ O  | 2175      |
| Igreja de Castro de Avelãs |        | Castro de Avelãs                                                          |                             | 41° 47′ 56″ N, 6° 48′ 16″ O  | 3914      |
| Igreja de Chelas |        | Marvila                                                                   |                             | 38° 44′ 25″ N, 9° 07′ 04″ O  | 2518      |
| Igreja de Fiães |        | Fiães                                                                     |                             | 42° 06′ 15″ N, 8° 12′ 40″ O  | 5248      |
| Igreja de Fontarcada |        | Fonte Arcada e Oliveira                                                   |                             | 41° 34′ 46″ N, 8° 14′ 44″ O  | 287       |
| Igreja de Gatão |        | Amarante (São Gonçalo), Madalena, Cepelos e Gatão                         |                             | 41° 17′ 49″ N, 8° 03′ 47″ O  | 1084      |
| Igreja de Longos Vales |        | Longos Vales                                                              |                             | 42° 03′ 04″ N, 8° 26′ 40″ O  | 2190      |
| Igreja de Lourosa |        | Lourosa                                                                   |                             | 40° 19′ 03″ N, 7° 55′ 55″ O  | 2801      |
| Igreja de Miranda do Douro |        | Miranda do Douro                                                          | 1552                        | 41° 29′ 36″ N, 6° 16′ 25″ O  | 1066      |
| Igreja de Nossa Senhora da Ajuda |        | Alcobaça e Vestiaria                                                      | 1506                        | 39° 33′ 15″ N, 8° 59′ 54″ O  | 1753      |
| Igreja de Nossa Senhora da Anunciação |        | Mértola                                                                   |                             | 37° 38′ 18″ N, 7° 39′ 49″ O  | 741       |
| Igreja de Nossa Senhora da Assunção |        | Pedrógão Grande                                                           |                             | 39° 55′ 01″ N, 8° 08′ 43″ O  | 5561      |
| Igreja de Nossa Senhora da Assunção, antiga Sé de Elvas |        | Assunção, Ajuda, Salvador e Santo Ildefonso                               | 1517                        | 38° 52′ 52″ N, 7° 09′ 50″ O  | 3731      |
| Igreja de Nossa Senhora da Conceição |        | Picão e Ermida                                                            |                             | 40° 55′ 20″ N, 7° 58′ 12″ O  | 4296      |
| Igreja de Nossa Senhora da Conceição |        | Beja (Salvador e Santa Maria da Feira)                                    |                             | 38° 00′ 50″ N, 7° 51′ 47″ O  | 6513      |
| Igreja de Nossa Senhora da Oliveira |        | Oliveira, São Paio e São Sebastião                                        |                             | 41° 26′ 35″ N, 8° 17′ 33″ O  | 5247      |
| Igreja de Nossa Senhora do Espinheiro |        | Canaviais                                                                 |                             | 38° 36′ 04″ N, 7° 53′ 17″ O  | 3942      |
| Igreja de Nossa Senhora do Pópulo |        | Caldas da Rainha - Nossa Senhora do Pópulo, Coto e São Gregório           |                             | 39° 24′ 12″ N, 9° 07′ 57″ O  | 1764      |
| Igreja de Nossa Senhora do Ó de Águas Santas |        | Águas Santas                                                              |                             | 41° 12′ 38″ N, 8° 34′ 38″ O  | 4912      |
| Igreja de Nossa Senhora dos Anjos, compreendendo o túmulo de Diogo de Azambuja, e claustro anexo |        | Montemor-o-Velho e Gatões                                                 |                             | 40° 10′ 38″ N, 8° 40′ 48″ O  | 2600      |
| Igreja de Paderne |        | Paderne                                                                   |                             | 42° 05′ 23″ N, 8° 16′ 27″ O  | 3617      |
| Igreja de Ponte da Barca |        | Ponte da Barca, Vila Nova de Muía e Paço Vedro de Magalhães               |                             | 41° 48′ 29″ N, 8° 25′ 11″ O  | 4137      |
| Igreja de Roriz |        | Roriz                                                                     |                             | 41° 20′ 40″ N, 8° 22′ 50″ O  | 5410      |
| Igreja de Santa Catarina (Lisboa) |        | Misericórdia                                                              |                             | 38° 42′ 41″ N, 9° 08′ 54″ O  | 3140      |
| Igreja de Santa Clara |        | Cedofeita, Santo Ildefonso, Sé, Miragaia, São Nicolau e Vitória           | 1457                        | 41° 08′ 33″ N, 8° 36′ 33″ O  | 9341      |
| Igreja de Santa Cruz |        | Viana do Castelo (Santa Maria Maior e Monserrate) e Meadela               |                             | 41° 41′ 28″ N, 8° 50′ 04″ O  | 4146      |
| Igreja de Santa Engrácia |        | São Vicente                                                               | 1682                        | 38° 42′ 54″ N, 9° 07′ 30″ O  | 4721      |
| Igreja de Santa Eufémia |        | São Miguel, Santa Eufémia e Rabaçal                                       |                             | 40° 01′ 44″ N, 8° 23′ 24″ O  | 2648      |
| Igreja de Santa Eulália do Mosteiro de Arnoso |        | Arnoso (Santa Maria e Santa Eulália) e Sezures                            |                             | 41° 28′ 01″ N, 8° 31′ 21″ O  | 309       |
| Igreja de Santa Luzia |        | Santa Maria Maior                                                         |                             | 38° 42′ 42″ N, 9° 07′ 50″ O  | 3123      |
| Igreja de Santa Maria |        | Sintra (Santa Maria e São Miguel, São Martinho e São Pedro de Penaferrim) | século XIII                 | 38° 47′ 38″ N, 9° 23′ 05″ O  | 6132      |
| Igreja de Santa Maria da Alcáçova |        | Montemor-o-Velho e Gatões                                                 |                             | 40° 10′ 32″ N, 8° 41′ 01″ O  | 2593      |
| Igreja de Santa Maria de Abade de Neiva |        | Abade de Neiva                                                            |                             | 41° 33′ 19″ N, 8° 38′ 21″ O  | 20        |
| Igreja de Santa Maria de Airães |        | Airães                                                                    |                             | 41° 18′ 53″ N, 8° 11′ 56″ O  | 4859      |
| Igreja de Santa Maria de Almacave |        | Lamego (Almacave e Sé)                                                    |                             | 41° 05′ 57″ N, 7° 48′ 37″ O  | 4288      |
| Igreja de Santa Maria de Azurara |        | Azurara                                                                   |                             | 41° 20′ 41″ N, 8° 44′ 09″ O  | 5240      |
| Igreja de Santa Maria de Barrô |        | Barrô                                                                     |                             | 41° 07′ 45″ N, 7° 52′ 58″ O  | 4279      |
| Igreja de Santa Maria de Cós |        | Coz, Alpedriz e Montes                                                    |                             | 39° 36′ 07″ N, 8° 57′ 21″ O  | 3313      |
| Igreja de Santa Maria de Marvila |        | União de Freguesias da cidade de Santarém                                 |                             | 39° 14′ 07″ N, 8° 40′ 53″ O  | 6532      |
| Igreja de Santa Maria do Castelo |        | Santa Maria, São Pedro e Matacães                                         | 1148                        | 39° 05′ 39″ N, 9° 15′ 40″ O  | 3127      |
| Igreja de Santa Maria do Castelo |        | Abrantes (São Vicente e São João) e Alferrarede                           |                             | 39° 27′ 53″ N, 8° 11′ 42″ O  | 3365      |
| Igreja de Santa Maria do Castelo (Lourinhã) |        | Lourinhã e Atalaia                                                        |                             | 39° 14′ 35″ N, 9° 18′ 56″ O  | 6326      |
| Igreja de Santa Maria dos Olivais |        | Tomar (São João Baptista) e Santa Maria dos Olivais                       |                             | 39° 36′ 05″ N, 8° 24′ 26″ O  | 6537      |
| Igreja de Santa Marinha |        | Moreira de Rei                                                            |                             | 40° 49′ 44″ N, 7° 19′ 16″ O  | 2993      |
| Igreja de Santiago Maior |        | Adeganha e Cardanha                                                       |                             | 41° 16′ 38″ N, 7° 03′ 25″ O  | 779       |
| Igreja de Santiago de Palmela |        | Palmela                                                                   |                             | 38° 33′ 56″ N, 8° 54′ 04″ O  | 2157      |
| Igreja de Santiago e capela anexa, designada Capela dos Cabrais |        | Belmonte e Colmeal da Torre                                               |                             | 40° 21′ 33″ N, 7° 20′ 56″ O  | 2522      |
| Igreja de Santo Aleixo, paroquial |        | Safara e Santo Aleixo da Restauração                                      | 1683                        | 38° 04′ 06″ N, 7° 09′ 10″ O  | 317       |
| Igreja de Santo Amaro |        | Beja (Santiago Maior e São João Baptista)                                 |                             | 38° 01′ 04″ N, 7° 51′ 58″ O  | 746       |
| Igreja de Santo André |        | Vila Boa de Quires e Maureles                                             |                             | 41° 12′ 29″ N, 8° 12′ 04″ O  | 4935      |
| Igreja de Santo André (Mafra) |        | Mafra                                                                     |                             | 38° 56′ 11″ N, 9° 20′ 16″ O  | 2340      |
| Igreja de Santo António |        | São Gonçalo de Lagos                                                      | 1707                        | 37° 05′ 59″ N, 8° 40′ 17″ O  | 2814      |
| Igreja de Santo António de Lisboa |        | Santa Maria Maior                                                         |                             | 38° 42′ 36″ N, 9° 08′ 02″ O  | 3143      |
| Igreja de Santo Estêvão |        | Santa Maria Maior                                                         |                             | 38° 42′ 44″ N, 9° 07′ 41″ O  | 2619      |
| Igreja de Santo Estêvão (Santo Milagre) |        | União de Freguesias da cidade de Santarém                                 |                             | 39° 14′ 00″ N, 8° 40′ 55″ O  | 6488      |
| Igreja de Santo Isidoro |        | Santo Isidoro e Livração                                                  |                             | 41° 12′ 28″ N, 8° 08′ 39″ O  | 4929      |
| Igreja de Serzedelo |        | Serzedelo                                                                 |                             | 41° 24′ 09″ N, 8° 22′ 06″ O  | 1921      |
| Igreja de São Bernardo, compreendendo o túmulo de D. Jorge de Mello |        | Sé e São Lourenço                                                         |                             | 39° 17′ 47″ N, 7° 25′ 35″ O  | 3748      |
| Igreja de São Cláudio |        | Nogueira, Meixedo e Vilar de Murteda                                      |                             | 41° 43′ 48″ N, 8° 43′ 31″ O  | 2170      |
| Igreja de São Cristóvão de Rio Mau |        | Rio Mau e Arcos                                                           |                             | 41° 23′ 59″ N, 8° 40′ 45″ O  | 5246      |
| Igreja de São Domingos |        | Vila Real                                                                 | 1424                        | 41° 17′ 47″ N, 7° 44′ 48″ O  | 1116      |
| Igreja de São Domingos (Elvas) |        | Assunção, Ajuda, Salvador e Santo Ildefonso                               |                             | 38° 52′ 45″ N, 7° 09′ 36″ O  | 1862      |
| Igreja de São Domingos (Santa Justa) |        | Santa Maria Maior                                                         | 1241                        | 38° 42′ 53″ N, 9° 08′ 18″ O  | 5258      |
| Igreja de São Fins de Friestas |        | Friestas                                                                  |                             | 42° 01′ 53″ N, 8° 34′ 56″ O  | 3619      |
| Igreja de São Francisco |        | Évora (São Mamede, Sé, São Pedro e Santo Antão)                           | 1510                        | 38° 34′ 08″ N, 7° 54′ 31″ O  | 2724      |
| Igreja de São Francisco |        | Cedofeita, Santo Ildefonso, Sé, Miragaia, São Nicolau e Vitória           | século XV                   | 41° 08′ 28″ N, 8° 36′ 58″ O  | 3944      |
| Igreja de São Francisco |        | Serpa (Salvador e Santa Maria)                                            |                             | 37° 56′ 47″ N, 7° 35′ 29″ O  | 549       |
| Igreja de São Francisco (Estremoz) |        | Estremoz (Santa Maria e Santo André)                                      |                             | 38° 50′ 38″ N, 7° 35′ 12″ O  | 3833      |
| Igreja de São Gens de Boelhe |        | Boelhe                                                                    |                             | 41° 08′ 06″ N, 8° 14′ 32″ O  | 3908      |
| Igreja de São Gião |        | Famalicão                                                                 |                             | 39° 33′ 47″ N, 9° 05′ 22″ O  | 3275      |
| Igreja de São João Baptista |        | Abrantes (São Vicente e São João) e Alferrarede                           |                             | 39° 27′ 44″ N, 8° 11′ 48″ O  | 3380      |
| Igreja de São João Baptista (Nossa Senhora da Vila) |        | Nossa Senhora da Vila, Nossa Senhora do Bispo e Silveiras                 |                             | 38° 38′ 30″ N, 8° 13′ 03″ O  | 25381     |
| Igreja de São João Baptista, paroquial de Figueiró dos Vinhos |        | Figueiró dos Vinhos e Bairradas                                           |                             | 39° 54′ 08″ N, 8° 16′ 30″ O  | 1782      |
| Igreja de São João Batista (Alcochete) |        | Alcochete                                                                 |                             | 38° 45′ 22″ N, 8° 57′ 36″ O  | 4093      |
| Igreja de São João Batista (Cimo de Vila da Castanheira) |        | Cimo de Vila da Castanheira                                               |                             | 41° 47′ 55″ N, 7° 16′ 05″ O  | 3661      |
| Igreja de São João Batista (Tomar) |        | Tomar (São João Baptista) e Santa Maria dos Olivais                       |                             | 39° 36′ 11″ N, 8° 24′ 42″ O  | 6538      |
| Igreja de São João Evangelista |        | São Pedro                                                                 | 1578                        | 32° 39′ 00″ N, 16° 54′ 32″ O | 5012      |
| Igreja de São João Evangelista (Aveiro) |        | Glória e Vera Cruz                                                        |                             | 40° 38′ 18″ N, 8° 39′ 12″ O  | 1041      |
| Igreja de São João das Donas |        | Coimbra (Sé Nova, Santa Cruz, Almedina e São Bartolomeu)                  |                             | 40° 12′ 39″ N, 8° 25′ 44″ O  | 2394      |
| Igreja de São João de Alporão |        | União de Freguesias da cidade de Santarém                                 |                             | 39° 14′ 08″ N, 8° 40′ 48″ O  | 3393      |
| Igreja de São Julião de Setúbal |        | Setúbal (São Julião, Nossa Senhora da Anunciada e Santa Maria da Graça)   |                             | 38° 31′ 26″ N, 8° 53′ 33″ O  | 3448      |
| Igreja de São Manços |        | São Manços e São Vicente do Pigeiro                                       |                             | 38° 27′ 27″ N, 7° 45′ 09″ O  | 3949      |
| Igreja de São Marcos, incluindo a Capela dos Reis Magos, o retábulo do altar-mor, os túmulos dos Silvas e a sacristia, e o claustro, a casa do capítulo e as adegas do antigo Convento de São Marcos |        | São Silvestre                                                             |                             | 40° 14′ 37″ N, 8° 32′ 59″ O  | 1624      |
| Igreja de São Martinho de Cedofeita |        | Cedofeita, Santo Ildefonso, Sé, Miragaia, São Nicolau e Vitória           |                             | 41° 09′ 21″ N, 8° 37′ 18″ O  | 5463      |
| Igreja de São Martinho de Crasto |        | Crasto, Ruivos e Grovelas Ponte da Barca                                  |                             | 41° 46′ 29″ N, 8° 25′ 49″ O  | 2191      |
| Igreja de São Martinho de Mouros |        | São Martinho de Mouros                                                    |                             | 41° 06′ 07″ N, 7° 53′ 55″ O  | 6533      |
| Igreja de São Miguel de Entre-os-Rios |        | Eja                                                                       |                             | 41° 05′ 00″ N, 8° 17′ 57″ O  | 5315      |
| Igreja de São Miguel do Castelo |        | Oliveira, São Paio e São Sebastião                                        |                             | 41° 26′ 50″ N, 8° 17′ 27″ O  | 1248      |
| Igreja de São Pedro |        | Santa Maria, São Pedro e Matacães                                         |                             | 39° 05′ 35″ N, 9° 15′ 31″ O  | 3127      |
| Igreja de São Pedro |        | Caia, São Pedro e Alcáçova                                                |                             | 38° 52′ 56″ N, 7° 09′ 38″ O  | 1858      |
| Igreja de São Pedro |        | Arganil                                                                   |                             | 40° 13′ 46″ N, 8° 04′ 02″ O  | 2585      |
| Igreja de São Pedro (Abragão) |        | Abragão                                                                   |                             | 41° 09′ 26″ N, 8° 13′ 20″ O  | 5269      |
| Igreja de São Pedro de Ferreira |        | Ferreira                                                                  |                             | 41° 15′ 53″ N, 8° 20′ 37″ O  | 5096      |
| Igreja de São Pedro de Rates |        | Rates                                                                     |                             | 41° 25′ 24″ N, 8° 40′ 21″ O  | 5133      |
| Igreja de São Pedro de Rubiães |        | Rubiães                                                                   | século XII                  | 41° 53′ 48″ N, 8° 37′ 31″ O  | 4125      |
| Igreja de São Quintino |        | Santo Quintino                                                            |                             | 39° 00′ 21″ N, 9° 08′ 39″ O  | 2439      |
| Igreja de São Romão de Arões |        | Arões (São Romão)                                                         |                             | 41° 27′ 22″ N, 8° 13′ 02″ O  | 375       |
| Igreja de São Roque |        | Santa Maria Maior                                                         |                             | 38° 42′ 49″ N, 9° 08′ 36″ O  | 6227      |
| Igreja de São Salvador (Sé Nova) |        | Coimbra (Sé Nova, Santa Cruz, Almedina e São Bartolomeu)                  |                             | 40° 12′ 33″ N, 8° 25′ 31″ O  | 1599      |
| Igreja de São Sebastião |        | São Gonçalo de Lagos                                                      |                             | 37° 06′ 14″ N, 8° 40′ 26″ O  | 2881      |
| Igreja de São Tiago |        | Coimbra (Sé Nova, Santa Cruz, Almedina e São Bartolomeu)                  |                             | 40° 12′ 34″ N, 8° 25′ 45″ O  | 1626      |
| Igreja de São Vicente |        | Abrantes (São Vicente e São João) e Alferrarede                           |                             | 39° 27′ 52″ N, 8° 11′ 52″ O  | 1986      |
| Igreja de São Vicente de Fora |        | São Vicente                                                               | 1147                        | 38° 42′ 53″ N, 9° 07′ 40″ O  | 6529      |
| Igreja de São Vicente de Sousa |        | Torrados e Sousa                                                          |                             | 41° 20′ 38″ N, 8° 14′ 55″ O  | 4857      |
| Igreja de Vila Boa do Bispo |        | Vila Boa do Bispo                                                         |                             | 41° 07′ 50″ N, 8° 13′ 14″ O  | 4933      |
| Igreja de Vilar de Frades |        | Areias de Vilar e Encourados                                              |                             | 41° 32′ 25″ N, 8° 33′ 24″ O  | 1053      |
| Igreja de Vouzela |        | Vouzela e Paços de Vilharigues                                            |                             | 40° 43′ 18″ N, 8° 06′ 33″ O  | 4793      |
| Igreja do Carmo |        | Cedofeita, Santo Ildefonso, Sé, Miragaia, São Nicolau e Vitória           | década de 1700              | 41° 08′ 51″ N, 8° 36′ 59″ O  | 5521      |
| Igreja do Carmo |        | Coimbra (Sé Nova, Santa Cruz, Almedina e São Bartolomeu)                  |                             | 40° 12′ 47″ N, 8° 25′ 49″ O  | 4245      |
| Igreja do Convento de Santa Clara |        | Vila do Conde                                                             | século XIV                  | 41° 21′ 11″ N, 8° 44′ 21″ O  | 1102      |
| Igreja do Convento de Santo António |        | Santa Joana                                                               |                             | 40° 38′ 09″ N, 8° 39′ 09″ O  | 655       |
| Igreja do Convento do Louriçal |        | Louriçal                                                                  |                             | 40° 00′ 12″ N, 8° 44′ 12″ O  | 1819      |
| Igreja do Menino Deus |        | Santa Maria Maior                                                         | 1736                        | 38° 42′ 49″ N, 9° 07′ 53″ O  | 4801      |
| Igreja do Sagrado Coração de Jesus |        | Santo António                                                             |                             | 38° 43′ 30″ N, 9° 08′ 50″ O  | 23036     |
| Igreja do Salvador de Cabeça Santa |        | Cabeça Santa                                                              |                             | 41° 07′ 55″ N, 8° 16′ 48″ O  | 5316      |
| Igreja do Salvador, de Freixo de Baixo |        | Freixo de Cima e de Baixo                                                 |                             | 41° 17′ 57″ N, 8° 07′ 20″ O  | 4827      |
| Igreja do antigo Convento das Freiras de São Domingos |        | Assunção, Ajuda, Salvador e Santo Ildefonso                               |                             | 38° 52′ 54″ N, 7° 09′ 51″ O  | 1843      |
| Igreja do antigo Mosteiro de Jesus e claustro, incluindo a primitiva Casa do Capítulo |        | Setúbal (São Julião, Nossa Senhora da Anunciada e Santa Maria da Graça)   | século XV                   | 38° 31′ 34″ N, 8° 53′ 42″ O  | 3439      |
| Igreja dos Agostinhos |        | Nossa Senhora da Conceição e São Bartolomeu                               |                             | 38° 46′ 57″ N, 7° 25′ 11″ O  | 2775      |
| Igreja dos Carmelitas |        | Cedofeita, Santo Ildefonso, Sé, Miragaia, São Nicolau e Vitória           |                             | 41° 08′ 51″ N, 8° 36′ 59″ O  | 5497      |
| Igreja dos Lóios, compreendendo as campas de bronze |        | Évora (São Mamede, Sé, São Pedro e Santo Antão)                           |                             | 38° 34′ 22″ N, 7° 54′ 25″ O  | 1167      |
| Igreja e Convento das Maltezas |        | Estremoz (Santa Maria e Santo André)                                      | século XV                   | 38° 50′ 34″ N, 7° 35′ 04″ O  | 2758      |
| Igreja e Convento de Nossa Senhora de Jesus do Sítio |        | União de Freguesias da cidade de Santarém                                 |                             | 39° 13′ 59″ N, 8° 41′ 13″ O  | 3395      |
| Igreja e Convento de Santa Maria de Aguiar |        | Castelo Rodrigo                                                           | 1165                        | 40° 52′ 36″ N, 6° 56′ 30″ O  | 1450      |
| Igreja e Convento de São Gonçalo |        | Amarante (São Gonçalo), Madalena, Cepelos e Gatão                         |                             | 41° 16′ 11″ N, 8° 04′ 43″ O  | 4820      |
| Igreja e Torre de Manhente |        | Manhente                                                                  |                             | 41° 32′ 39″ N, 8° 34′ 24″ O  | 1115      |
| Igreja e Torre dos Clérigos |        | Cedofeita, Santo Ildefonso, Sé, Miragaia, São Nicolau e Vitória           | 1763                        | 41° 08′ 44″ N, 8° 36′ 53″ O  | 5522      |
| Igreja matriz da Lourinhã |        | Lourinhã e Atalaia                                                        |                             | 39° 14′ 33″ N, 9° 18′ 46″ O  | 6321      |
| Igreja matriz de Atouguia da Baleia |        | Atouguia da Baleia                                                        |                             | 39° 20′ 21″ N, 9° 19′ 31″ O  | 1761      |
| Igreja matriz de Cárquere |        | Cárquere                                                                  |                             | 41° 05′ 14″ N, 7° 57′ 29″ O  | 3783      |
| Igreja matriz de Loulé |        | Loulé (São Clemente)                                                      |                             | 37° 08′ 15″ N, 8° 01′ 25″ O  | 2900      |
| Igreja matriz de Loures |        | Loures                                                                    |                             | 38° 49′ 56″ N, 9° 10′ 44″ O  | 4046      |
| Igreja matriz de Santiago do Cacém |        | Santiago do Cacém, Santa Cruz e São Bartolomeu da Serra                   |                             | 38° 00′ 50″ N, 8° 41′ 52″ O  | 6493      |
| Igreja matriz de Soalhães |        | Soalhães                                                                  |                             | 41° 09′ 38″ N, 8° 05′ 48″ O  | 6475      |
| Igreja matriz de São João Baptista de Moura |        | Moura (Santo Agostinho e São João Baptista) e Santo Amador                |                             | 38° 08′ 37″ N, 7° 26′ 58″ O  | 318       |
| Igreja matriz de Torre de Moncorvo |        | Torre de Moncorvo                                                         |                             | 41° 10′ 26″ N, 7° 03′ 11″ O  | 2419      |
| Igreja matriz de Vila Nova de Foz Côa |        | Vila Nova de Foz Côa                                                      |                             | 41° 04′ 59″ N, 7° 08′ 10″ O  | 1531      |
| Igreja paroquial de Santa Maria |        | Tavira (Santa Maria e Santiago)                                           |                             | 37° 07′ 31″ N, 7° 39′ 07″ O  | 2819      |
| Igreja paroquial de São Martinho |        | Penafiel                                                                  |                             | 41° 12′ 26″ N, 8° 17′ 08″ O  | 5330      |
| Igreja românica de Santa Maria Maior, de Tarouquela |        | Tarouquela                                                                |                             | 41° 04′ 11″ N, 8° 11′ 16″ O  | 4275      |
| Igrejas dos Carmelitas e do Carmo |        | Cedofeita, Santo Ildefonso, Sé, Miragaia, São Nicolau e Vitória           |                             | 41° 08′ 51″ N, 8° 36′ 59″ O  |           |
| Misericórdia de Coimbra ou Igreja do Colégio Novo e claustro |        | Coimbra (Sé Nova, Santa Cruz, Almedina e São Bartolomeu)                  |                             | 40° 12′ 37″ N, 8° 25′ 41″ O  | 1618      |
| Misericórdia de Viana do Castelo |        | Viana do Castelo (Santa Maria Maior e Monserrate) e Meadela               |                             | 41° 41′ 38″ N, 8° 49′ 41″ O  | 5175      |
| Mosteiro de Celas |        | Santo António dos Olivais                                                 |                             | 40° 12′ 55″ N, 8° 24′ 43″ O  | 6703      |
| Mosteiro de Cete |        | Cete                                                                      |                             | 41° 10′ 51″ N, 8° 22′ 00″ O  | 4123      |
| Mosteiro de Ermelo |        | São Jorge e Ermelo                                                        | 1230                        | 41° 51′ 13″ N, 8° 17′ 22″ O  | 5250      |
| Mosteiro de Flor da Rosa |        | Crato e Mártires, Flor da Rosa e Vale do Peso                             |                             | 39° 18′ 24″ N, 7° 38′ 53″ O  | 4573      |
| Mosteiro de Leça do Balio |        | Custóias, Leça do Balio e Guifões                                         |                             | 41° 12′ 36″ N, 8° 37′ 25″ O  | 4968      |
| Mosteiro de Lorvão |        | Lorvão                                                                    |                             | 40° 15′ 34″ N, 8° 19′ 04″ O  | 1598      |
| Mosteiro de Paço de Sousa |        | Paço de Sousa                                                             |                             | 41° 09′ 57″ N, 8° 20′ 41″ O  | 5317      |
| Mosteiro de Pombeiro |        | Pombeiro de Ribavizela                                                    | século XI                   | 41° 22′ 57″ N, 8° 13′ 32″ O  | 4864      |
| Mosteiro de Santa Clara-a-Velha |        | Santa Clara e Castelo Viegas                                              | século XIII                 | 40° 12′ 10″ N, 8° 26′ 01″ O  | 2807      |
| Mosteiro de Santa Cruz |        | Coimbra (Sé Nova, Santa Cruz, Almedina e São Bartolomeu)                  | 1131                        | 40° 12′ 39″ N, 8° 25′ 44″ O  | 4234      |
| Mosteiro de Santa Maria das Júnias |        | Pitões das Junias                                                         |                             | 41° 49′ 52″ N, 7° 56′ 33″ O  | 4170      |
| Mosteiro de Santa Maria de Salzedas |        | Salzedas                                                                  | 1159                        | 41° 02′ 59″ N, 7° 44′ 00″ O  | 4274      |
| Mosteiro de Santo Tirso |        | Santo Tirso, Couto (Santa Cristina e São Miguel) e Burgães                |                             | 41° 20′ 41″ N, 8° 28′ 18″ O  | 5145      |
| Mosteiro de São Bento da Vitória |        | Cedofeita, Santo Ildefonso, Sé, Miragaia, São Nicolau e Vitória           | 1707                        | 41° 08′ 39″ N, 8° 36′ 57″ O  | 5556      |
| Mosteiro de São João de Tarouca |        | São João de Tarouca                                                       | 1140                        | 40° 59′ 41″ N, 7° 44′ 45″ O  | 4720      |
| Mosteiro de Tibães |        | Mire de Tibães                                                            | século VI                   | 41° 33′ 21″ N, 8° 28′ 46″ O  | 1151      |
| Mosteiro do Santo Sepulcro |        | Trancozelos                                                               |                             | 40° 39′ 40″ N, 7° 41′ 49″ O  | 9532      |
| Mosteiro dos Jerónimos |        | Belém                                                                     | 1502                        | 38° 41′ 52″ N, 9° 12′ 20″ O  | 6543      |
| Palácio Nacional de Mafra |        | Mafra                                                                     |                             | 38° 56′ 13″ N, 9° 19′ 35″ O  | 6381      |
| Palácio de São Bento |        | Estrela                                                                   | 1938                        | 38° 42′ 45″ N, 9° 09′ 13″ O  | 4305      |
| Restos da Igreja da Graça |        | Loulé (São Clemente)                                                      | século XIV                  | 37° 08′ 20″ N, 8° 01′ 28″ O  | 2822      |
| Ruínas arqueológicas de São Martinho de Dume |        | Real, Dume e Semelhe                                                      |                             | 41° 34′ 04″ N, 8° 26′ 08″ O  | 333       |
| Ruínas da igreja de Ansiães |        | Lavandeira, Beira Grande e Selores                                        |                             | 41° 12′ 09″ N, 7° 18′ 18″ O  | 471       |
| Santuário de Nossa Senhora da Peneda |        | Gavieira                                                                  |                             | 41° 58′ 28″ N, 8° 13′ 23″ O  | 2212      |
| Santuário de Nossa Senhora de Aires |        | Viana do Alentejo                                                         |                             | 38° 20′ 27″ N, 7° 59′ 08″ O  | 4450      |
| Santuário do Bom Jesus do Monte |        | Nogueiró e Tenões                                                         | 1772                        | 41° 33′ 17″ N, 8° 22′ 39″ O  | 5694      |
| Sinagoga de Tomar |        | Tomar (São João Baptista) e Santa Maria dos Olivais                       | século XV                   | 39° 36′ 12″ N, 8° 24′ 49″ O  | 3384      |
| Sé Catedral de Silves |        | Silves                                                                    |                             | 37° 11′ 24″ N, 8° 26′ 19″ O  | 1293      |
| Sé Catedral de Évora |        | Évora (São Mamede, Sé, São Pedro e Santo Antão)                           | 1184                        | 38° 34′ 18″ N, 7° 54′ 24″ O  | 2725      |
| Sé Nova de Coimbra |        | Coimbra (Sé Nova, Santa Cruz, Almedina e São Bartolomeu)                  | 1640                        | 40° 12′ 34″ N, 8° 25′ 28″ O  | 2809      |
| Sé Velha de Coimbra |        | Coimbra (Sé Nova, Santa Cruz, Almedina e São Bartolomeu)                  | 1146                        | 40° 12′ 31″ N, 8° 25′ 37″ O  | 2673      |
| Sé da Guarda |        | Guarda                                                                    |                             | 40° 32′ 18″ N, 7° 16′ 09″ O  | 4717      |
| Sé de Braga |        | Braga (Maximinos, Sé e Cividade)                                          | 1089                        | 41° 33′ 00″ N, 8° 25′ 38″ O  | 1050      |
| Sé de Castelo Branco |        | Castelo Branco                                                            |                             | 39° 49′ 36″ N, 7° 29′ 28″ O  | 2510      |
| Sé de Lamego |        | Lamego (Almacave e Sé)                                                    | 1159                        | 41° 05′ 48″ N, 7° 48′ 24″ O  | 6431      |
| Sé de Leiria |        | Leiria, Pousos, Barreira e Cortes                                         | 1550                        | 39° 44′ 46″ N, 8° 48′ 24″ O  | 1804      |
| Sé de Lisboa |        | Santa Maria Maior                                                         | 1150                        | 38° 42′ 35″ N, 9° 07′ 59″ O  | 2196      |
| Sé de Portalegre |        | Sé e São Lourenço                                                         | 1556                        | 39° 17′ 28″ N, 7° 26′ 02″ O  | 3772      |
| Sé de Santarém |        | União de Freguesias da cidade de Santarém                                 | 1711                        | 39° 14′ 13″ N, 8° 41′ 08″ O  | 10134     |
| Sé de Viseu |        | Viseu                                                                     |                             | 40° 39′ 36″ N, 7° 54′ 39″ O  | 5790      |
| Sé do Funchal |        | Sé Funchal                                                                | 1514                        | 32° 38′ 53″ N, 16° 54′ 30″ O | 5015      |
| Sé do Porto |        | Cedofeita, Santo Ildefonso, Sé, Miragaia, São Nicolau e Vitória           | 1110                        | 41° 08′ 34″ N, 8° 36′ 40″ O  | 1086      |